# TRAPPIST
El TRAnsiting Planets and PlanetesImals Small Telescope–South, o TRAPPIST pel seu acrònim en anglès (literalment en català Telescopi Petit per a Planetes i Planetesimals en Trànsit), és un projecte belga d'observació i caracterització d'exoplanetes i de cometes i altres cossos petits del sistema solar. És un projecte conjunt entre la Universitat de Lieja, Bèlgica, i l'Observatori de Ginebra, Suïssa. El seu nom és un homenatge a l'Ordre de la Trapa i la seva cervesa de la regió belga.
El projecte té dos observatoris: un a l'hemisferi sud, situat a les muntanyes xilenes, en l'Observatori astronòmic de la Silla de l'ESO, que va començar a operar l'any 2010; i un altre a l'hemisferi nord, a l'Observatori Oukaïmeden situat a la serralada de l'Atles del Marroc, a 50 km al sud de Marràqueix. Cadascun compta amb un telescopi reflector de 0,60 m (23.5″) en diàmetre d'obertura. Estan controlats des de Lieja, Bèlgica, amb algunes característiques autònomes.
El novembre del 2010, va ser un dels pocs telescopis que va observar una ocultació estel·lar del cos planetari Eris, revelant que pot ser més petit que Plutó, i ajuda a observar una ocultació estel·lar de Makemake, quan va passar per davant de l'estrella NOMAD 1181-0235723. Les observacions d'aquest esdeveniment van mostrar que mancava d'una significativa atmosfera.
Un equip d'astrònoms liderat per Michaël Gillon, de l'Institut d'Astrofísica i Geofísica de la Universitat de Lieja va utilitzar el telescopi per observar l'estrella nana ultra-freda 2MASSA J23062928-0502285, ara també coneguda com a TRAPPIST-1. En utilitzar el trànsit fotomètric, van descobrir tres planetes de la grandària de la Terra que orbiten l'estrella; els 2 planetes interns es van trobar que estan ancorats per marea a la seva estrella amfitriona mentre que el planeta extern sembla estar dins de la zona habitable o just a la seva vora exterior en el sistema. L'equip va publicar les seves troballes en l'edició de maig del 2016 del jornal Nature. El febrer de 2017 va ser publicat un nou article ampliant el nombre d'exoplanetes fins a 7, tots semblants a la Terra i amb probabilitat de tenir aigua líquida a la seva superfície.

## Galeria

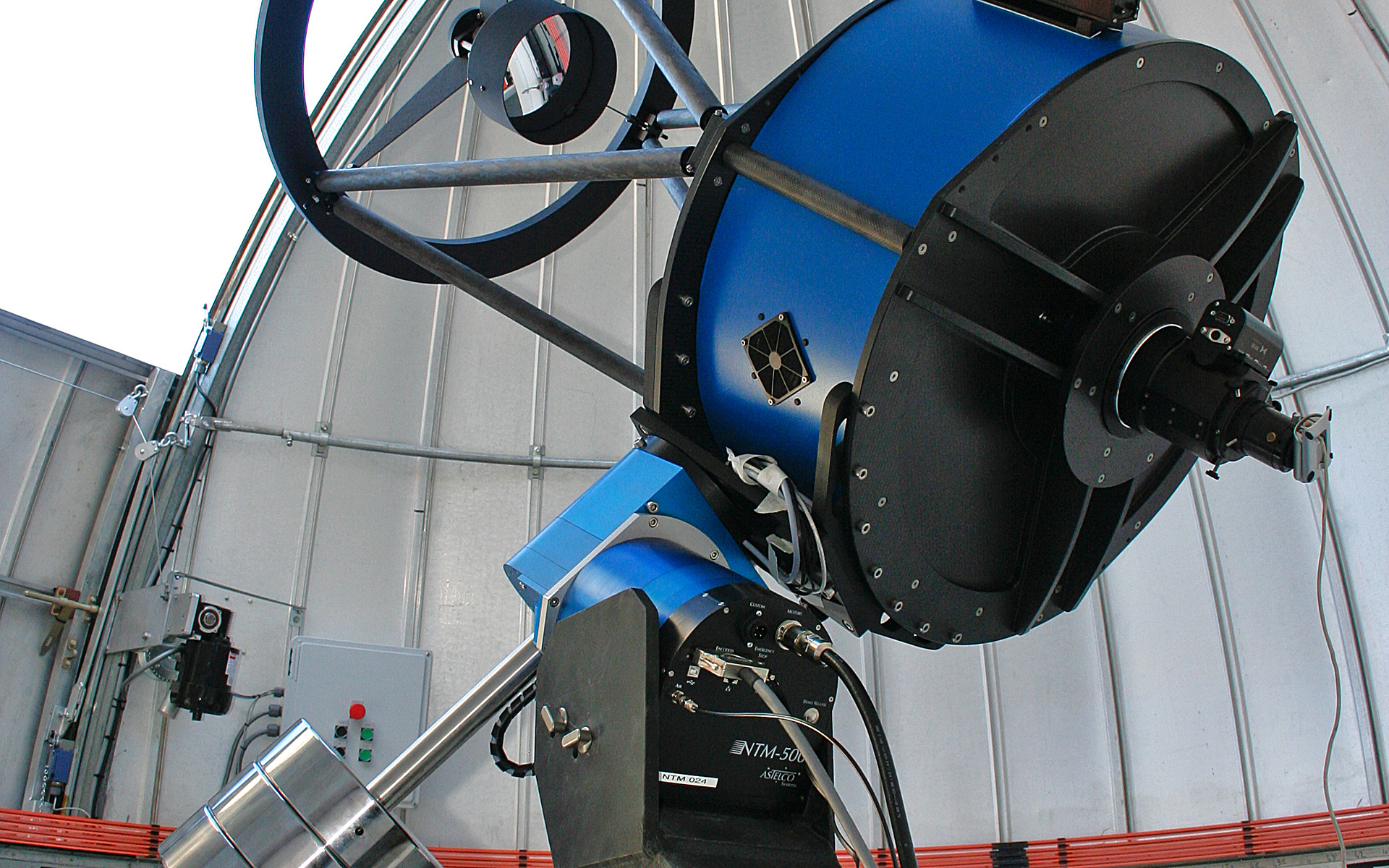
El telescopi de 60 cm està operat des de Lieja, Bèlgica, a 12.000 km.
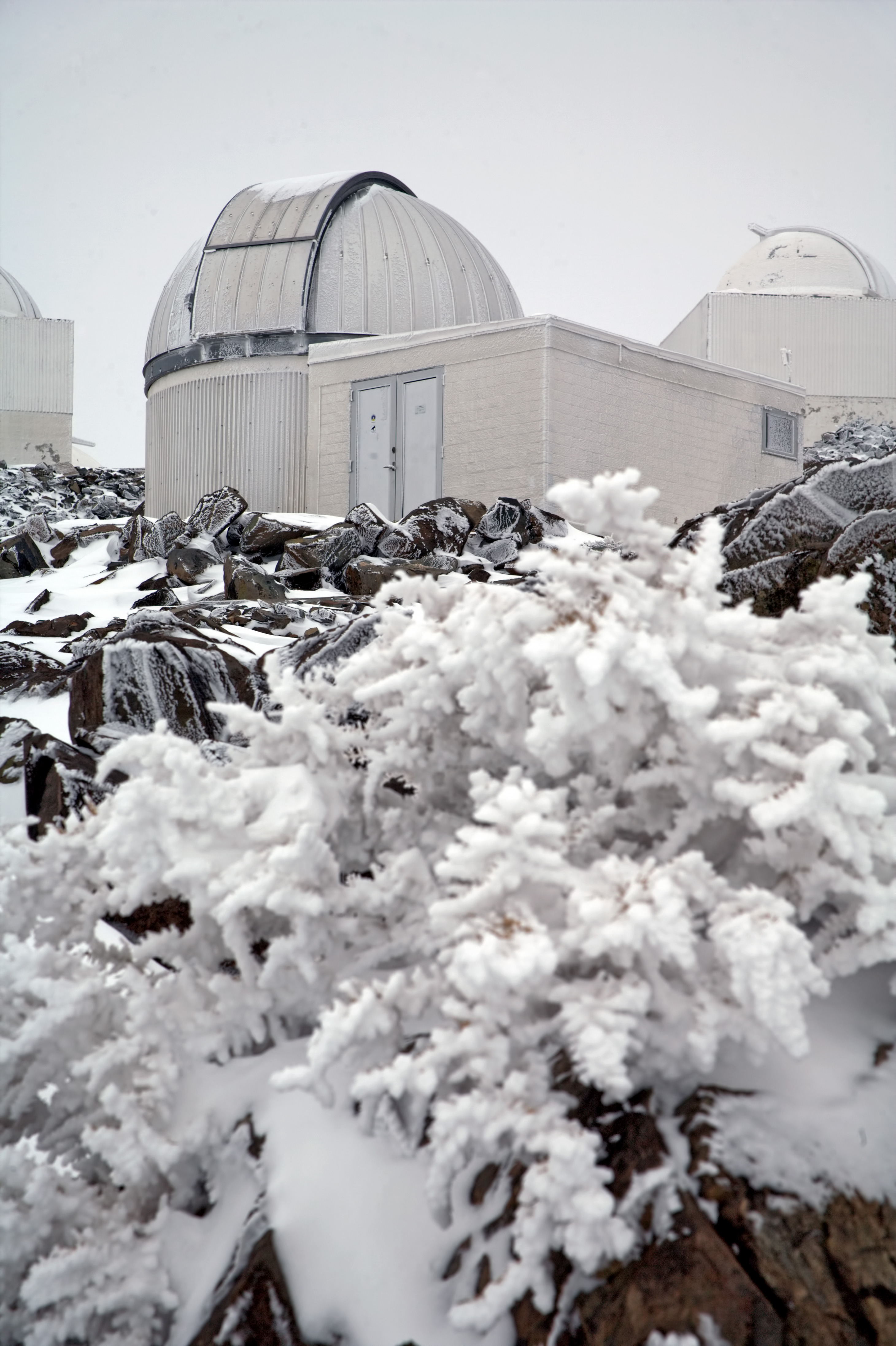
Recinte de TRAPPIST.
- El telescopi TRAPPIST en el seu dom en l'Observatori La Silla de l'ESO.